# Relevo do Paraná

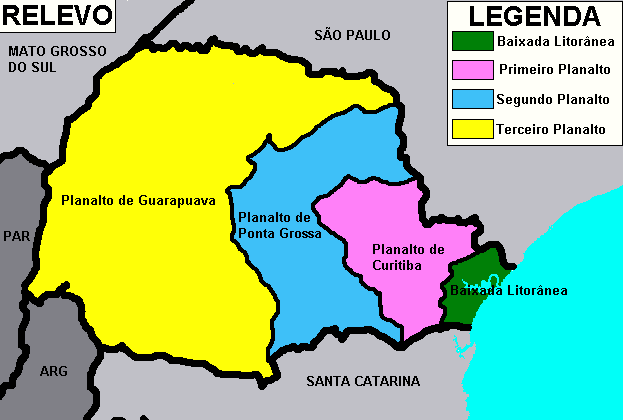
Mapa de unidades geomorfológicas do Paraná

O Relevo do Paraná é um domínio de estudos e conhecimentos sobre a geomorfologia do território paranaense. Mais de 52% do território do Paraná localiza-se numa altitude superior a 600m e 89% superiores a 300m; apenas três por cento localiza-se numa altitude inferior a 200m. As áreas aplainadas que dispõem-se às altitudes de maior elevação, as quais compõem planaltos de escarpas formando as serras do Mar e Geral, dominam o relevo do estado. Cinco unidades geomorfológicas são sucedidas do litoral ao interior, nessa ordem: baixada litorânea, serra do Mar, planalto cristalino, planalto paleozoico e planalto basáltico. Para melhor compreensão dessas unidades geormofológicas, observar-se-á do seguinte procedimento explanativo: a baixada litorânea se inicia na baía de Paranaguá e termina na Serra do Mar, que é divisor de águas entre as duas primeiras unidades de relevo e após ambos primeiros quadros morfoestruturais, eis a seguir os três planaltos paranaenses, conforme classificação criada pelo geólogo alemão Reinhard Maack: o Primeiro Planalto Paranaense (da Serra do Mar até a Serrinha), o Segundo Planalto Paranaense (da Serrinha até Serra Geral) e o Terceiro Planalto Paranaense (da Serra Geral até o talvegue do rio Paraná).
A baixada litorânea constitui uma cinturão de terras de menor altitude com mais de noventa quilômetros de comprimento médio. Abrange terrenos de menor altitude e de inundação (planícies de aluvião e areias) e morros cristalinos com mais de cinquenta metros de altitude. Em sua parte norte, a baixada litorânea encontra-se fragmentada para ser substituída pela baía de Paranaguá, cujo aspecto em formato de dedo é resultado da entrada do mar por meio de velhos vales de rios, ou seja, da formação de rias. O Paraná possui 98 km de litoral, o segundo menor do Brasil, superado apenas pelo Piauí, com 68 praias, além de 13 na ilha do Mel (embora, segundo o site Ilha do Mel Preserve, a ilha tenha mais 17 praias), 18 em Pontal do Paraná, 18 em Matinhos, 4 em Caiobá e 15 em Guaratuba. A serra do Mar bordeja o planalto cristalino a leste e com suas fortes montanhas é a unidade geomorfológica dominante da planície litorânea. No estado do Paraná, ao contrário do que acontece em São Paulo, a serra fragmenta-se em maciços afastados, dentre os quais é insinuado o nível do planalto cristalino (900m) até o alcance da borda leste. Geralmente, a parcela dos maciços é ultrapassada em cem metros. Isso faz com que no Paraná a serra do Mar, fora a escarpa voltada para leste com um desnivelamento de mil metros, também possua uma escarpa interna, que se volta para oeste. Entretanto, esta indica um desnivelamento de somente 100 metros. Desenhando um grande arqueamento entre São Paulo e Santa Catarina, a serra ganha diversos nomes de lugares, tais como Capivari Grande, Virgem Maria, Ibitiraquire, Morena, Graciosa (em que está localizada a Estrada da Graciosa), Marumbi (na qual está localizada o Parque Estadual Pico Marumbi), Prata, entre outras. Na serra do Mar, são encontradas as mais altas elevações do estado. O ponto mais alto do estado é o pico Paraná, com 1.877m, na serra do Mar.
O planalto cristalino, que também chama-se primeiro planalto paranaense, é a unidade geomorfológica que possui um cinturão de terrenos cristalinos, com extensão de norte a sul, a oeste da serra do Mar, com um comprimento regular de cem metros e mais de 900 metros de altitude. A topografia é variável entre acidentes geográficos, na porção setentrional, e ondulações suaves, na porção meridional. Um velho lago, atualmente muito sedimentado, constitui a bacia sedimentar de Curitiba. O planalto paleozoico, que também chama-se segundo planalto paranaense ou planalto dos Campos Gerais (ou de Ponta Grossa), encontra-se desenvolvido em terrenos datados da Era Paleozóica, constituindo-se, em princípio, de rochas sedimentares da Bacia do Paraná, destacando-se os arenitos (Vila Velha e Furnas), folhelhos, betuminosos e o carvão mineral. Limita-se, a leste, com uma escarpa, a Serrinha, desce ao planalto cristalino e, a oeste, com o paredão da serra Geral, vai subindo ao planalto basáltico. O planalto paleozoico é topograficamente leve e ligeiramente inclinado para oeste: em seu extremo leste atinge 1 200 metros de altitude e, na encosta da serra Geral, a oeste, a altitude registrada é de apenas 500 metros. Constitui um cinturão de terras de mais de 100 km de comprimento e desenha uma imensa meia-lua côncava voltando-se para leste. Transitando entre o segundo e o terceiro planalto de Guarapuava até Prudentópolis há uma grande variedade de desníveis formadores de quedas d'água como o Salto São Francisco em Guarapuava.
O planalto basáltico, ou terceiro planalto paranaense, que também chama-se planalto de Guarapuava, é a unidade geomorfológica de maior extensão do estado. É limitado, a leste, pela serra Geral, que, com um desnivelamento de 750 metros, ocupa o planalto paleozoico. A oeste, o rio Paraná assinala o limite, que a jusante do ponto onde estavam localizados os saltos de Sete Quedas constitui um desfiladeiro que impressiona (realmente, o planalto, prolongado para fora dos limites do estado do Paraná, forma porção dos territórios do estado brasileiro de Mato Grosso do Sul, dos departamentos paraguaios de Canindeyú e Alto Paraná e da província argentina de Misiones). Da mesma forma que o planalto paleozoico, o planalto basáltico desce com suavidade para oeste: descamba de 1 250 metros, a leste, para 300 metros nas terras margeadas pelo rio Paraná (a montante de Sete Quedas). Como os derrames basálticos, que, empilhando-se uns em cima dos outros, formam essa unidade geomorfológica, esse planalto abrange inteiramente a metade oeste do território estadual. Seus solos, que desenvolvem-se desde os produtos de decomposição do basalto, formam a chamada “terra roxa”, conhecida por ser um solo fértil para a agricultura, mais precisamente a cafeicultura. Essas unidades de relevo integram o planalto Meridional, que localiza-se no sul do planalto Brasileiro.

## Características
O relevo do Paraná em sua maioria, constitui-se de um grande planalto com suave inclinação nos sentidos noroeste, oeste e sudoeste do Estado do Paraná. Abrange os terrenos arenítico-basálticos (feitos de arenito e basalto) do Planalto Meridional Brasileiro e, os terrenos cristalinos (feitos de pedra), colocados em posição horizontal ao Oceano Atlântico. As altitudes do relevo paranaense distribuem-se no interior das cotas altimétricas, a saber:
| Altitude              | Área       |
| --------------------- | ---------- |
| Até 100 metros        | 2 255 km²  |
| De 101 a 200 metros   | 2 993 km²  |
| De 201 a 300 metros   | 15 373 km² |
| De 301 a 600 metros   | 74 871 km² |
| De 601 a 900 metros   | 81 268 km² |
| De 901 a 1 500 metros | 24 158 km² |
| Mais de 1 500 metros  | 430 km²    |

De acordo com o geógrafo Reinhard Maack, possivelmente agrupam-se as terras do Paraná em cinco unidades de relevo que vão do litoral para o interior:
1. Litoral[2]
2. Serra do Mar
3. Primeiro Planalto ou de Curitiba
4. Segundo Planalto ou de Ponta Grossa
5. Terceiro Planalto ou de Guarapuava[2]

## Litoral
O litoral do Paraná é apresentado como uma região com altitudes reduzidas por falhamento marginal de um velho nivelamento do Planalto Paranaense. Esse fenômeno geológico aconteceu de verdade na era Cenozoica ou já nos últimos tempos da Mesozoica. Em tempos geológicos mais novos (Pleistoceno) a costa que afundou começou a elevar-se. Quem prova isso são a areia de velhos balneários naturais e as colônias extintas de moluscos e dos sambaquis. No decorrer do litoral, em plena plataforma continental, surgem certos blocos de pedras mais duras, como as ilhas dos Currais, Itacolomi, Saí, Palmas, Galheta e a porção de pedras feitas de cristal da ilha do Mel. Duas regiões diferentes representam o litoral: a montanhosa e a baixada costeira.
A Região Montanhosa compreende morros separados, certas cadeias de colinas e os sopés da Serra do Mar. Esta zona é formada de rochas cristalinas nas quais são predominantes os gnaisses e os granitos.

A Baixada Costeira constitui uma pequena planície formada por depósitos sedimentares marinhos e terrígenos mais novos. Suas espessuras possivelmente alcançam 100 metros predominando areias e argilas. Sua largura é variável de 10 até 20 km, passando a ser um pouco mais comprida perto da Baía de Paranaguá. As altitudes, deste pedaço do relevo paranaense, variam de 0 (zero) a 10 metros e, nos locais mais longes do mar, começam a possuir 20 metros.

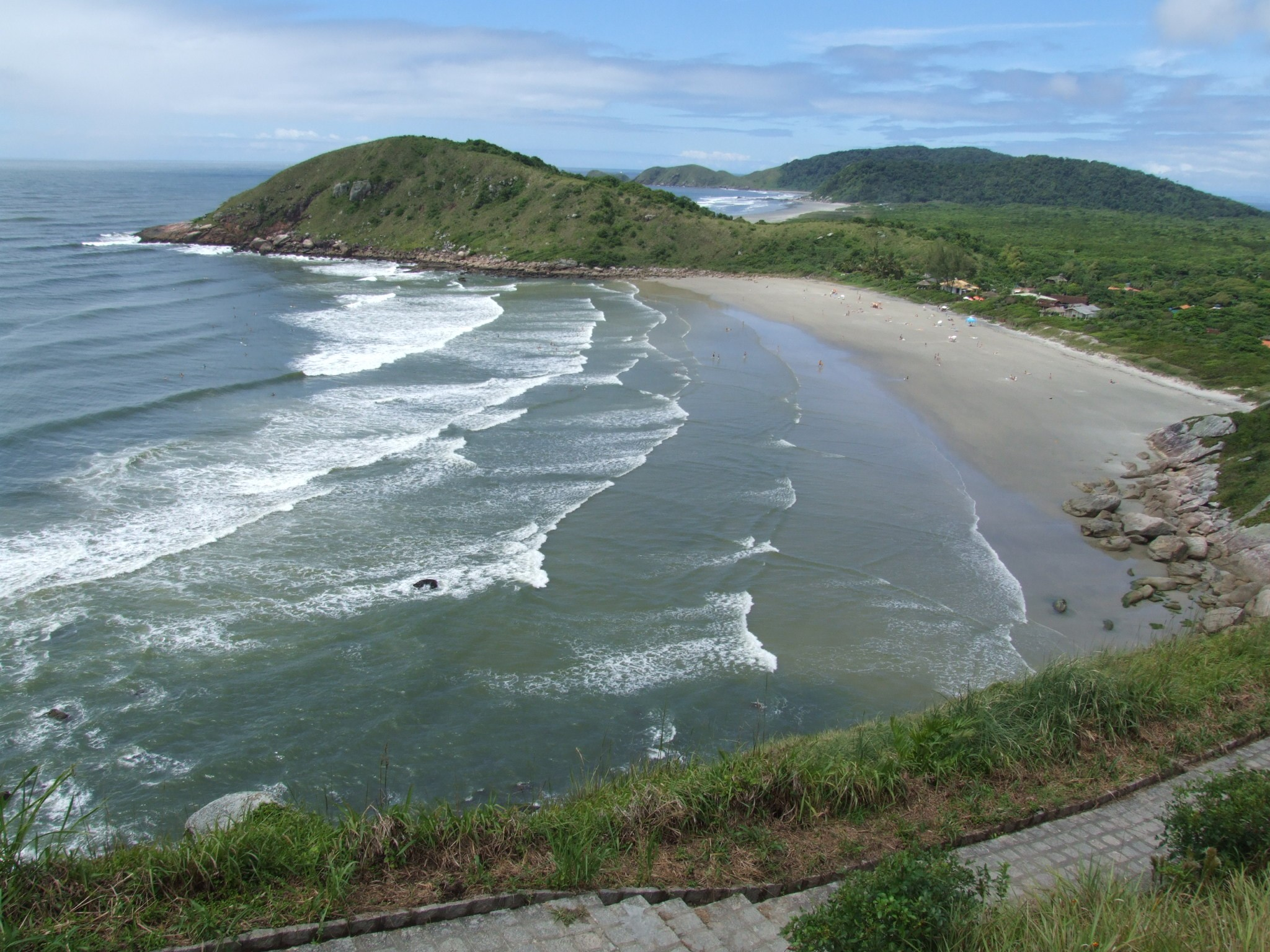
Vista parcial da Ilha do Mel.

As baías de Paranaguá e Guaratuba separam o litoral do Paraná em três áreas:
- Norte: a este setor fazem parte os balneários naturais das ilhas das Peças e do Superagüi. Nesta última, situa-se a Praia Deserta, que estende-se entre a ponta Inácio Dias e a foz do Rio Ararapira;[3]

- Leste: faixa de balneários naturais entre o lado meridional da baía de Paranaguá e o lado setentrional da penetração da Baía de Guaratuba. A Ilha do Mel pertence a esta área;[3]
- Sul: compreende a faixa de balneários naturais que localizam-se entre a parte meridional da Baía de Guaratuba e a ilha do Saí, na divisa com o vizinho estado de Santa Catarina.[3]

A Baía de Paranaguá, uma das maiores baías do Brasil, entra em uma distância de 50 km por dentro do continente, tem uma comprimento maior de 10 km. Divide-se nas demais baías pequenas: de Antonina, das Laranjeiras, dos Pinheiros e de Guaraqueçaba. Existe dentro dela uma grande diversidade de ilhas, tais como Mel, Peças, Cotinga, Rasa da Cotinga, Cobras, Pedras, Gererê, Lamim, Guamiranga, Guararema, Guará, Gamelas, etc.
A Baía de Guaratuba está localizada no extremo sul, sendo que sua extensão é de 15 km para o interior do continente e com um comprimento maior de 5 km. Suas ilhas mais importantes são: Pescaria, Capinzal, Mato, Chapéu, dos Ratos, etc.
Surgem ainda, como principais acidentes geográficos no litoral paranaense: a ilha de Superagüi cercada pela baía de Pinheiros e pelo canal do Varadouro; a restinga de Ararapira localiza-se na parte setentrional da Praia Deserta. É encontrada, no litoral, como porção do relevo do Paraná a plataforma continental. Na Plataforma Continental, propriamente dita, abrange o relevo revestido pelas águas do Atlântico, expandindo-se entre a linha do litoral e o limite do Mar Territorial Brasileiro.

## Serra do Mar
A Serra do Mar pertence ao grande parapeito o qual segue o litoral leste e sul do Brasil. Faz parte do "Complexo Cristalino Brasileiro", sendo formada em sua maioria por gnaisses e granitos. As formas de hoje da Serra do Mar são originárias de uma grande variedade de fatores: da modificação de força das rochas, da falha geológica do relevo e das repetidas trocas de clima.
Em certas regiões a Serra do Mar é apresentada como uma escarpa (Graciosa e Farinha Seca). Nas demais essa cadeia de montanhas é apresentada como serra marginal elevada entre 500 e 1 000 metros de altitude em cima do planalto, compondo blocos como Capivari Grande, Virgem Maria, Órgãos, Marumbi e demais. Na Serra dos Órgãos são encontradas as mais altas cotas altimétricas do Estado, merecendo destaque os picos, a saber: Paraná, Caratuva, Ferraria, Taipabuçu e Ciririca. As últimas medições rastreadas por satélites artificiais, concedem ao Pico Paraná 1 877,392 metros de altitude acima do nível do mar. Alcançado primeiramente em 13 de janeiro de 1941 por Reinhard Maack, o Pico Paraná é o ponto culminante, não somente do Paraná, mas também do Sul brasileiro inteiro.
Na Serra do Marumbi, localizam-se: o Pico dos Abrolhos, a Esfinge, a Ponta do Tigre, o Gigante e o Olimpo. Este último, com 1 539,361 metros de altitude, é o ponto culminante do grupo, sendo semelhante ao Pico Paraná, por satélites rastreadores. No sul da Serra do Marumbi, surgem as serras marginais dos Castelhanos, Araraquara, Iquiririm, etc. Certos ramais da Serra do Mar estão localizados em direção ao litoral, constituindo as demais serras marginais, como: Igreja, Canavieiras e Prata. Esta última, depois do seu contorno com os balneários naturais, aproxima-se do Atlântico.

## Primeiro Planalto

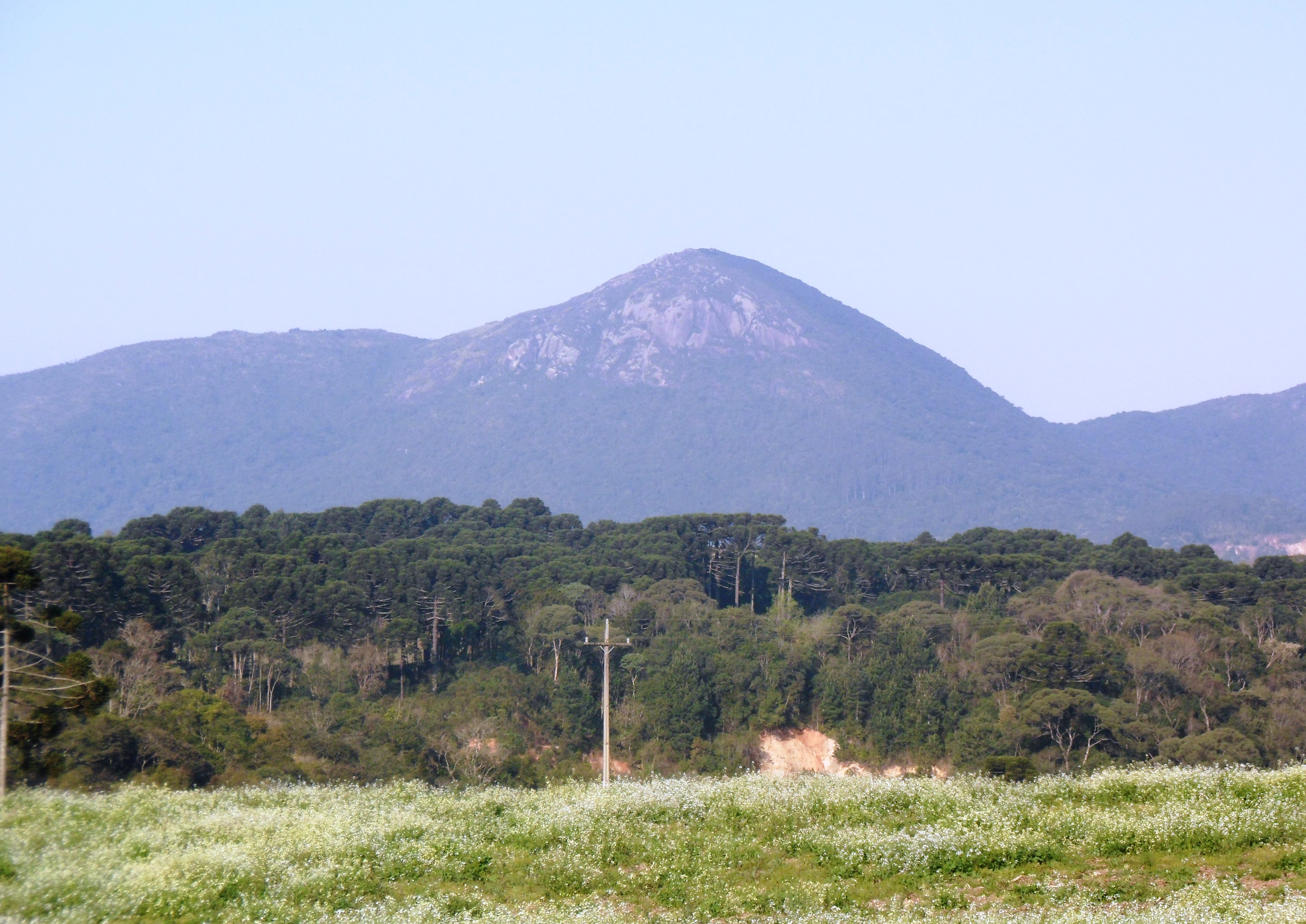
O Morro do Anhangava como vista da parte interna do Parque Estadual da Serra da Baitaca. Foto tirada no feriado da Independência do Brasil de 2012.

Inicia-se juntamente à Serra do Mar. Sua extensão vai para oeste em direção à Escarpa Devoniana (Serrinha, Serra São Luíz, Purunã, etc.). O Primeiro Planalto Paranaense é uma consequência da erosão que o reduziu de um velho nivelamento, e suas terras bem velhas, são da era Pré-Cambriana. O Primeiro Planalto, chamado de Planalto de Curitiba possivelmente subdivide-se em ambas as porções:
- Zona norte;
- Zona sul.

### Zona norte
Tem relevo mais montanhoso porque o rio Ribeira e seus tributários são responsáveis pela erosão dessa região. Os filitos, calcários, dolomitos, mármores e quartzitos representam as rochas em sua maioria. Essa região, por sua característica escarpada, é denominada de "região serrana de Açungui", onde são encontradas montanhas como:
- Serra Ouro Fino: entre 1.025 e 1.050 metros.[6]
- Serra da Bocaina: entre 1.200 e 1.300 metros.
- Serra do Canha ou Paranapiacaba: entre 1.200 e 1.300 metros.
- Serra do Piraí: entre 1.080 e 1.150 metros.[6]

### Zona sul
Equivale ao chamado Planalto de Curitiba. Suas formas de topografia são mais brandas e invariáveis, variando entre 850 a 950 metros de altitude, e com comprimento de 70 até 80 km. A origem do relevo é de base cristalina (granitos e gnaisses), e na área, são encontradas argilas e areias sedimentadas no decorrer do rio Iguaçu, seus tributários e em volta da cidade de Curitiba.

## Segundo Planalto

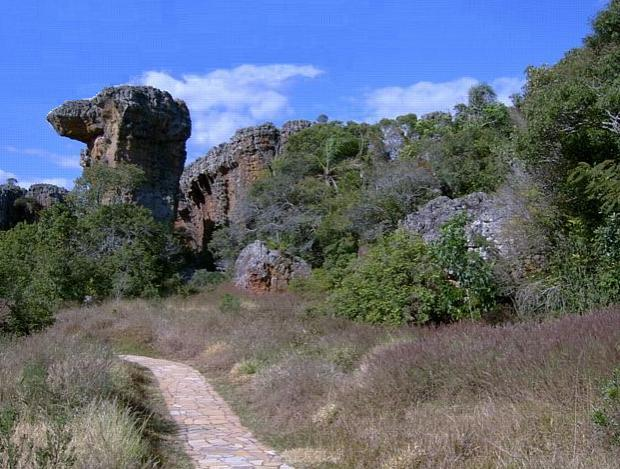
Arenito de Vila Velha

O Segundo Planalto Paranaense é chamado de Planalto de Ponta Grossa ou Planalto dos Campos Gerais. Limita-se da seguinte forma: a leste com a Escarpa Devoniana; a oeste com a escarpa da Esperança (Serra Geral).
As mais altas elevações do segundo planalto (1.100 a 1.200 metros), encontram-se na Escarpa Devoniana, caindo para sudoeste, oeste e noroeste. Os pontos de menor altitude (350 a 560 metros), localizam-se na porção setentrional, onde do segundo (Planalto de Ponta Grossa) se encontra com o terceiro planalto (Planalto de Guarapuava).
Em sua formação geológica, são predominantes os velhos terrenos depositários da era Paleozoica, que reúnem-se nos conjuntos: Paraná ou Campos Gerais (devoniano); Itararé (Carbonífero) e Passa Dois (Permiano).
No que diz respeito às rochas mais frequentes estão: arenitos (Vila Velha e Furnas), folhelhos (Ponta Grossa e os betuminosos), carvão mineral, varvitos, siltitos e tilitos. Em diminutas regiões, surgem rochas ígneas intrusivas.

## Terceiro Planalto
As terras que localizam-se a oeste da escarpa da Esperança, constituem o Terceiro Planalto Paranaense, chamado Planalto de Guarapuava, ocupante de 2/3 (dois terços) de área do Estado do Paraná.
Segundo a geologia, equivale ao grande derrame de rochas eruptivas (basaltos, diabásios e meláfiros) e aos sedimentos de arenitos (Botucatu e Caiuá) da era Mesozoica, em que ocorreu o mais grande derrame mundial de lavas de vulcão, chamado de derrame de Trapp, o qual depois deu origem à famosa terra roxa, que existe no norte e oeste do estado.
Embasando os rios Tibagi, Ivaí, Piquiri e Iguaçu, o terceiro planalto possivelmente subdivide-se nos blocos a saber: planalto de Cambará e São Jerônimo, planalto de Apucarana, planalto de Campo Mourão, planalto de Guarapuava e planalto de Palmas.

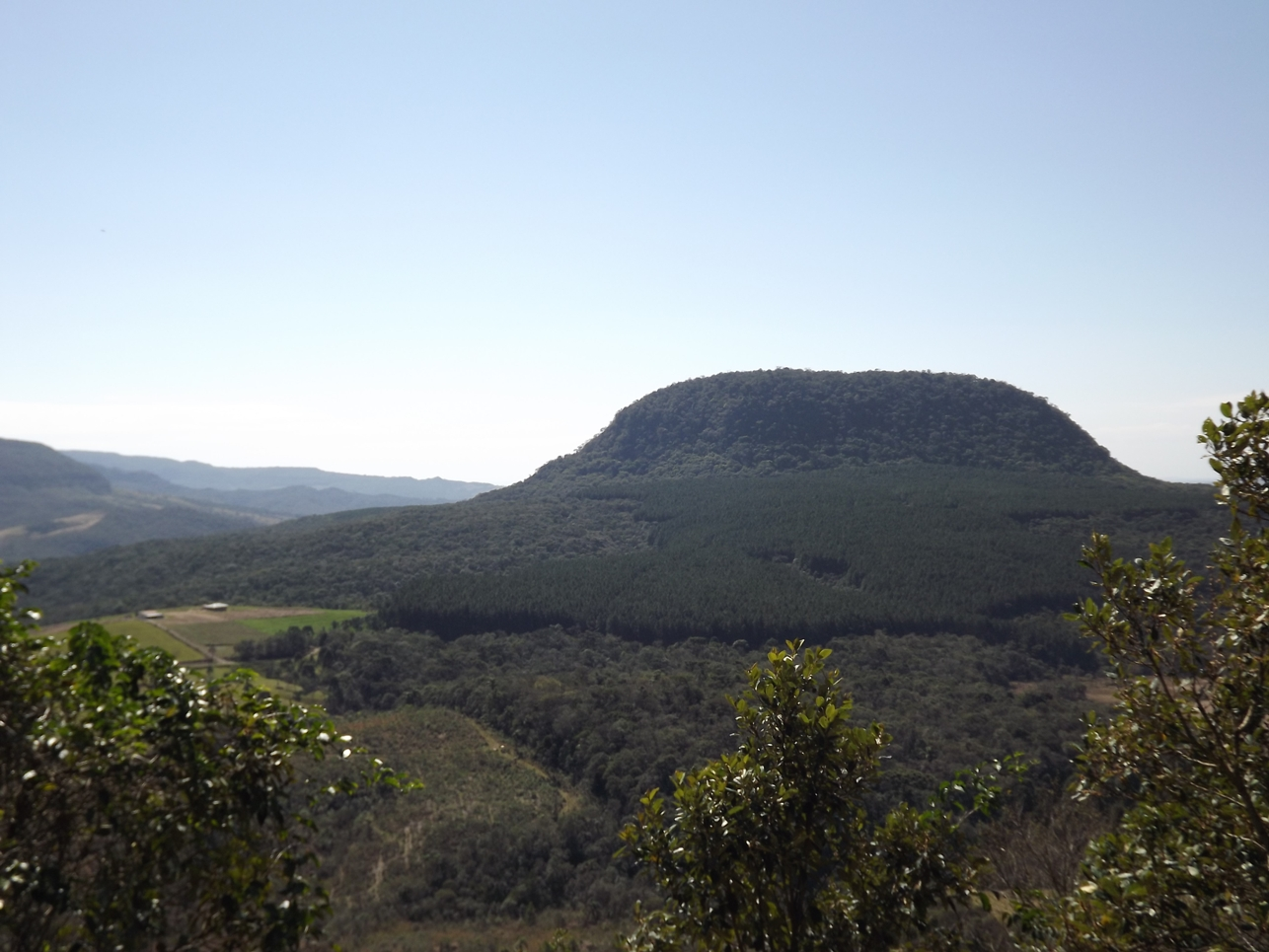
O Morro do Morungava, no município de Prudentópolis, Paraná, Brasil.

O Planalto de Cambará e São Jerônimo da Serra abrange a porção norte-ocidental do Estado do Paraná, dentre os rios Tibagi, Paranapanema e Itararé. Suas altitudes oscilam de 1 150 metros, na escarpa da Esperança, até 300 metros, no rio Paranapanema.
O Planalto de Apucarana está localizado dentre os rios Tibagi, Paranapanema, Ivaí e Paraná. Alcança altitudes de 1 125 metros na escarpa (serras do Cadeado e Bufadeira), e descendo 290 metros ao chegar no rio Paranapanema. Isso é igual ao que ocorre no sentido oeste, enquanto alcança altitudes de 235 metros no rio Paraná.
O Planalto de Campo Mourão abrange as terras que situam-se dentre os rios Ivaí, Piquiri e Paraná. Alcança altitudes de 1 150 metros na escarpa da Esperança, decaindo para 225 metros no rio Paraná.
O Planalto de Guarapuava ocupa as terras que localizam-se dentre os rios Piquiri, Iguaçu e Paraná. Formado de uma região de mesetas, possui altitudes de 1250 metros na escarpa da Esperança, descendo em sentido oeste para 550 metros (serras de Boi Preto e de São Francisco) e 197 metros no rio Paraná.
O Planalto de Palmas este planalto abrange as terras localizadas na porção setentrional no limite das bacias hidrográficas dos rios Iguaçu e Uruguai. Suas altitudes alcançam 1 150 metros, reduzindo até 300 metros ao passo que chegam perto do talvegue do rio Iguaçu.
Em diversos lugares do Terceiro Planalto Paranaense, ocorrem nomes de serras: Dourados, Palmital, Cantagalo, Chagu, Pitanga, Lagarto, Apucarana, Fartura e outras demais. Realmente estas serras não deixam de ser espigões, mesetas, ou de baixos morros. Demais são degraus (estruturais) os quais compreendem bordas de lençóis de lavas, como as escarpas São Francisco e Boi Preto, que situam-se no oeste do Estado do Paraná.

## Cuestas
As cuestas são formas de relevo que resultam da erosão regressiva e as quais têm um lado montanhoso e o outro suavemente declivado. Os planaltos paranaenses subdividem-se em ambos os grupos de cuestas: a escarpa Devoniana e a escarpa da Esperança. Ambas as montanhas chegam do Estado de São Paulo, entrando pelo norte e nordeste do Paraná e, depois do desenho de um arco, acompanham o sentido sul.
A Escarpa Devoniana ocorre nos mapas com vários nomes de serras, como: Serrinha, São Luíz, Purunã, Santa Ana, Almas, Itaiacoca, São Joaquim, Taquara, Furnas e demais. A Escarpa da Esperança ocorre, ao mesmo tempo, com diversas denominações de serras, dentre as que podem ser citadas: Cadeado, Macacos, Leão, Bufadeira, Fria e demais.